# SH-03C
ドコモ スマートフォン LYNX 3D SH-03C（ドコモ スマートフォン リンクス スリーディー エスエイチ ゼロさんシー）はシャープによって開発された、NTTドコモの第3世代移動通信システム（FOMA）端末である。ドコモ スマートフォンシリーズのひとつ。

## 概要
2010年7月に発売されたLYNX（SH-10B）に続きシャープが提供するAndroid OS搭載のスマートフォン。SH-10Bに引き続き、ワンセグ、赤外線通信、バーコードリーダー、名刺リーダといった従来の日本のフィーチャーフォン的な機能が搭載されているほか、本端末からは おサイフケータイ（FeliCa）機能も搭載されている。またもうひとつの特徴としてモバイル3D液晶が搭載されており、専用メガネなしに3D映像をみることができる。
またカメラも3D撮影も可能な、日本製の携帯電話と同様高機能なものが採用されている。
OSはAndroid 2.1を搭載している。2011年6月以降はAndroid 2.2へのアップデートが可能となった。当初は同年春としていたが、大幅に遅れた。
通信機能はFOMAハイスピードに対応し、下り最大7.2Mbps、上り最大5.7Mbpsに対応しているほか、Wi-Fiを使った通信も可能。またWORLD WINGに対応し3G対応の国では、国際ローミングが利用可能である。
筐体はクリスタル調のガラスパネルを搭載したフルタッチストレート型となっており、キー入力はソフトキーボードを利用する。
タッチパネルは静電式で、フルタッチパネル（マルチタッチ）に対応している。またモーションセンサー、地軸センサーに対応し直感的な操作に対応している。
覗き見を防止できる「カラーベールビュー」機能やインクリメンタルサーチに対応している。
情報家電との連携機能であるDLNAサーバーもLYNXと同様搭載されており、Blu-ray Discレコーダー連携機能なども搭載されている。

### おサイフケータイ・トルカ機能
NTTドコモが提供する、初のおサイフケータイ搭載のスマートフォンとなる。NTTドコモでは本端末の発売に合わせ、2010年12月~1月にかけ、Edy、モバイルSuica、iD、QUICPay、WAON、nanaco、マクドナルドトクするアプリ、ヨドバシゴールドポイントカード、ビックポイントカード、JAL ICサービス、ANA ICサービスといった主要おサイフケータイ対応プラットフォームに対応させるとしている。
そのため上記サービスを利用している場合、サービスが提供されれば、現在のiモード機などからおサイフ機能を移植させることが可能となる。
iC通信に対応しているため、赤外線だけでなく、iC通信でアドレス帳等のデータのやり取りをiモード端末と行うことができる。
またトルカにも対応。トルカ機能はFeliCaだけでなくWebからも取得が可能である。

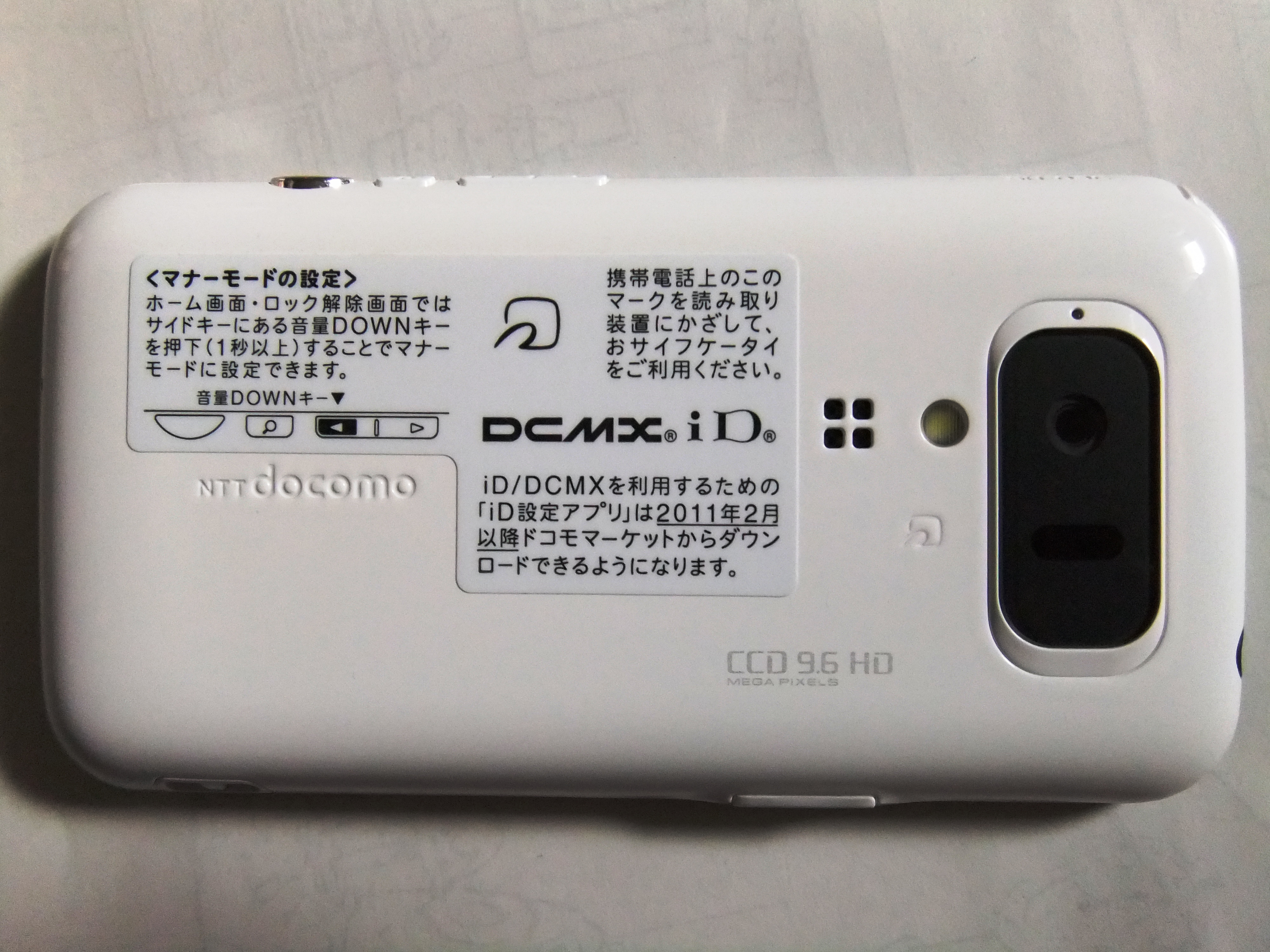
SH-03Cの裏面にはカメラ、赤外線ポート、ドコモスマートフォン初のFeliCa（おサイフケータイ）がある。

### 3D液晶搭載
液晶には専用メガネなし3D画像を表示できるモバイル3D液晶を搭載している。右目には右目用の映像を、左目には左目用の映像を見せることにより立体的な画像を表示させることが可能である。カメラには3D撮影機能が搭載されており、撮った写真をそのまま立体表示することが可能となる。また3D映像は本端末で撮影したものだけでなく、他3D対応カメラで撮影したものやワンセグでも表示させることが可能である。2D表示と3D表示はワンタッチで切り替えることができる。
このモバイル3D液晶は後継機種のAQUOS PHONE SH-12Cに引き継がれた。
また本端末にはその3D液晶を生かした、3D対応アプリケーションが複数プリインストールされている。

### メール機能
spモードに対応しているため、@docomo.ne.jpのiモードメール（キャリアメール）が利用可能となる。そのためiモード端末から本端末に機種変更を行った場合、メールアドレスは引き継ぐことが可能となる。またこのspモードメールは絵文字やデコメ絵文字、プッシュ着信にも対応する。
詳細はspモード参照
Android OSのコア機能であるGmailが利用できる。またAndroid 2.1の特徴として、Gmailアカウントを複数設定することが可能となる。またGmailもspモードメールと同様にプッシュ型で着信することが可能となる。
そのほかPOP、IMAP対応のメーラーが搭載され、パソコンと同様にプロバイダメールの送受信も可能となる。

### ブラウザ
ブラウザではFlash Lite 4.0が搭載されており、PCのブラウザとほぼ同等のFlashのサイトを閲覧することが可能となっている。またHTML5にも対応している。
また2011年6月7日より提供が開始されたandroid OS2.2にアップデートすることで、Adobe Flash Player 10.1に対応し、さらに多くのFlashのサイトの利用が可能となる。

### カメラ機能
カメラは960万画素CCDカメラを採用。画像処理エンジンではProPixを採用し、動いているものや暗所での撮影にも対応している。また「顔検出機能」や動く被写体を自動追尾する「チェイスフォーカス」機能、手振れ補正機能、更に被写体に合わせて最適なモードで撮影するための「シーン自動認識」機能が搭載されている。
また3D撮影機能を搭載している。シャッターを押し左目用の画像を撮影し、次にカメラを右に動かし右目用の画像を撮影、合成をかけることにより、3Dの写真撮影が可能である。
動画撮影機能では高画質HD動画（1,280×720ドット）撮影に対応している。

## アプリケーション

### 利用可能なアプリケーションマーケット
- Android OS標準のAndroidマーケットが利用可能である。
- NTTドコモが提供するアプリケーションサイト、ドコモマーケットからも様々なアプリケーションがダウンロード可能。

### プリインストールアプリケーション
- Evernote
- mixi for SH - マイミクの日記やボイスの確認、画像付きの日記の作成・投稿が行える。またウィジェット機能も搭載されている。
- Twitter
- Google Map NAVI
- Google Maps
- Latitude
- Google検索 Google音声検索
- YouTube
- ギャラリー
- トルカ
- おサイフケータイ
- バーコードリーダー、情報リーダー、名刺リーダー
- 地球防衛軍 3D Mobile - 3D対応ゲームアプリ
- ゴルフレ！ - 3D対応ゴルフゲームアプリ
- 初音ミク -Project DIVA-  - 3D対応ムービー
- アイドリング!!!  『Don't be afraid』 - 3D対応ムービー
- 座標染色隊 xyz - 3D対応ムービー
- DIVE - 3D対応ムービー
- Google Talk
- 辞書
- 3D SAKANA - 3D対応アプリ
- Book Store
- millmo SH
- 方位計
- ボイスレコーダー
- 電卓、タイマー、カレンダー
- オリジナルウィジェット - Amazon.co.jp、楽天市場、価格.com、HOT PEPPER、ぐるなび他
- UkiUkiView

## Android 2.2へのアップデート
2011年6月7日よりAndroid OS 2.2へのOSアップデートが開始された。バージョンアップにはインターネット接続が可能のパソコンとSH-03Cを接続し、PCにバージョンアップツールをインストールし、実行する。
Android 2.2によって主に以下の機能がバージョンアップされる。
- Adobe Flash Player 10.1に対応し、ブラウザでの表現能力が向上すると主に、FlashゲームなどのFlashで動作するアプリケーションも利用が可能となる。
- microSDカードへのアプリ保存が可能
- 音声による文字入力が可能
- アプリの自動更新・一括更新が可能
- 起動中アプリ一覧画面に「すべて終了」ボタン追加
- 通知パネルに「Wi-Fi」「Bluetooth」などの設定追加
- 電話帳・プロフィールにおけるメールアドレスおよびチャットアドレスの複数行表示対応
- 赤外線受信アプリに「赤外線送信機能」追加
- 「設定」の「サウンド&画面設定」が「サウンド設定」と「画面設定」に分割
- 半角英字入力で自動スペース入力の設定追加
- グラフィック変更

### 緊急地震速報への対応
2011年10月5日、緊急地震速報（エリアメール）等への対応させるためのバージョンアップが実施された。本アップデートは、OSをandroid 2.2にアップデートしている必要があり、OSがアップデート済みであればパケット通信でのアップデートが可能となる。また、エリアメールの他に、3D対応のYouTubeの動画も3Dで再生できる機能とスクリーンショット機能も追加される。

## その他機能
| 主な対応サービス                                | 主な対応サービス                                         | 主な対応サービス                       | 主な対応サービス                                 |
| ----------------------------------------------- | -------------------------------------------------------- | -------------------------------------- | ------------------------------------------------ |
| タッチパネル                                    | FOMAハイスピード7.2Mbps（受信）／5.7Mbps（送信）         | Bluetooth                              | DCMX／おサイフケータイ                           |
| iアプリオンライン／地図アプリ                   | 直感ゲーム／メガiアプリ                                  | iウィジェット                          | マチキャラ／iコンシェル                          |
| ホームU／ポケットU                              | GPS／オートGPS／ケータイお探し                           | デコメール／デコメ絵文字／デコメアニメ | iチャネル                                        |
| 着もじ                                          | テレビ電話／キャラ電                                     | ケータイデータお預かりサービス         | フルブラウザ                                     |
| おまかせロック／バイオ認証                      | 外部メモリーにアプリ移行／ユーザーデータ一括バックアップ | トルカ                                 | iC通信／iCお引越しサービス                       |
| きせかえツール／ダイレクトメニュー              | バーコードリーダ／名刺リーダ                             | 2in1                                   | エリアメール／ソフトウェアーアップデート自動更新 |
| GSM／3Gローミング（WORLD WING）                 | 着うたフル／うた・ホーダイ                               | Music&Videoチャネル／ビデオクリップ    | デジタルオーディオプレーヤー(AAC)(WMA)           |
| iメロディ・着信メロディ 128和音 ※MA-7／SMAF対応 | メロディ／パターン 27種類                                |                                        |                                                  |

## 歴史
- 2010年11月8日 - 2010年-2011年NTTドコモ冬・春モデルとして発表
- 2010年11月19日 - 事前予約を受け付け開始
- 2010年12月3日 - 発売開始
- 2011年1月12日 - 2Dfactoによる電子書籍販売に対応
- 2011年6月7日 - Android 2.2へバージョンアップ開始
- 2011年10月5日 - エリアメール等に対応させるためのバージョンアップの実施

## 不具合・アップデート
2011年3月22日のアップデート
- 一部の緑色のFOMAカードとLYNX 3D SH-03Cの組合せでの使用時に、緊急通報用電話番号「110」「118」「119」への発信ができない場合がある[6][7]。
- スリープモード中に電源ボタンを押しても、スリープモードが解除されない場合がある。

2011年6月7日のアップデート（OSバージョンアップ）
- Adobe Flash Player 10.1に対応
- microSDカードへのアプリ保存が可能
- 音声による文字入力が可能
- アプリの自動更新・一括更新が可能
- 起動中アプリ一覧画面に「すべて終了」ボタン追加
- 通知パネルに「Wi-Fi」「Bluetooth®」などの設定追加
- 電話帳・プロフィールにおけるメールアドレスおよびチャットアドレスの複数行表示対応
- 赤外線受信アプリに「赤外線送信機能」追加
- 「設定」の「サウンド&画面設定」が「サウンド設定」と「画面設定」に分割
- 半角英字入力で自動スペース入力の設定追加
- グラフィック変更

2011年6月7日のアップデート
- バックライト消灯後もうっすらと液晶画面が表示される場合がある。

2011年10月5日のアップデート（機能バージョンアップ）
- エリアメールに対応
- YouTubeの3D再生に対応
- ホームキーと電源キーの同時押しによるスクリーンショット撮影に対応

2011年10月5日のアップデート
- ブラウザで新しいページを表示する際に、まれに既に開かれているウィンドウが正常に動作しない場合がある。

2012年3月26日のアップデート
- 特定サイトでブラウザからファイルをアップロードすると、完了後の画面で一部文字化けが発生する場合がある。

2012年9月4日のアップデート
- microSDXCカードを差し込むと、microSDXCカード内のデータが破損される。

2014年6月2日のアップデート
- スリープモード中、アラーム設定時刻にアラームが鳴動しない場合がある不具合を修正する。
- ビルド番号が02.00.01、02.01.00、02.01.01、02.01.03が02.01.04となる。